# Sten (nome)
Sten  è un nome proprio di persona norvegese, danese, svedese e olandese maschile.

## Varianti
- Danese: Steen[1]
- Norvegese: Stein[1]

## Origine e diffusione
Continua il nome norreno Steinn, che significa "pietra"; è quindi analogo dal punto di vista semantico a Pietro.

## Onomastico
Sten è un nome adespota, in quanto non esistono santi chiamati così. L'onomastico si festeggia dunque il 1º novembre, giorno di Ognissanti.

## Persone

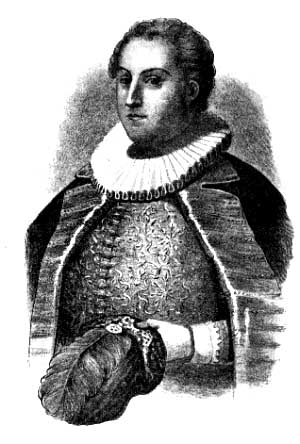
Sten Sture il Giovane

- Sten Ove Eike, calciatore norvegese
- Sten Grytebust, calciatore norvegese
- Sten Glenn Håberg, calciatore norvegese
- Sten Pålsson, calciatore svedese
- Sten Sture il Giovane, sovrano dell'unione di Kalmar
- Sten Sture il Vecchio, sovrano dell'unione di Kalmar

### Variante Stein

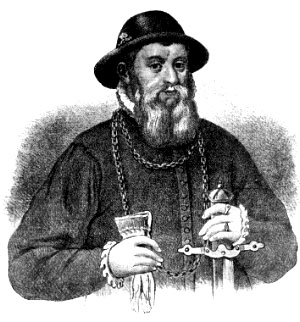
Sten Sture il Vecchio

- Stein Amundsen, calciatore norvegese
- Stein Eriksen, sciatore alpino norvegese
- Stein Gran, calciatore norvegese
- Stein Huysegems, calciatore belga
- Stein Arne Ingelstad, calciatore norvegese
- Stein Berg Johansen, calciatore e allenatore di calcio norvegese
- Stein Karlsen, calciatore norvegese
- Stein Kollshaugen, calciatore norvegese
- Stein Mehren, poeta e romanziere norvegese
- Stein Rokkan, politologo e sociologo norvegese
- Stein Hendrik Tuff, saltatore con gli sci norvegese

### Variante Steen
- Steen Eiler Rasmussen, scrittore e architetto danese
- Steen Thychosen, calciatore danese